# ドイツ国境警察

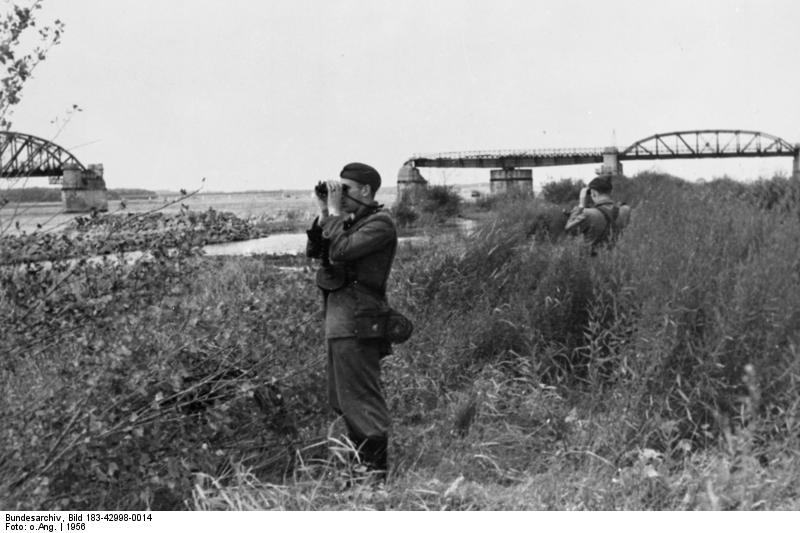
エルベ川を警備する国境警察の隊員（1956年）

ドイツ国境警察（ドイツ語: Deutsche Grenzpolizei, DGP）は、ドイツ民主共和国（東ドイツ）が有した準軍事組織。内務省に所属し、主にドイツ連邦共和国（西ドイツ）を対象とする国境警備任務に従事した。

## 歴史
1946年12月1日、建国間もない東ドイツにおいて、ドイツ内務管理局(Deutschen Verwaltung des Innern, DVdI)の部局たる国境警察が設置される。1952年5月12日、内務省および国家保安省（シュタージ）のG1/52号命令(Befehl Nr. G 1/52)に基づき、国境警察は内務省部局たるドイツ人民警察本部(Hauptverwaltung Deutsche Volkspolizei)の指揮から外れ、国家保安省の部局となった。同年8月1日、ヘルマン・ガルトマンが長官(Chef)に就任する。

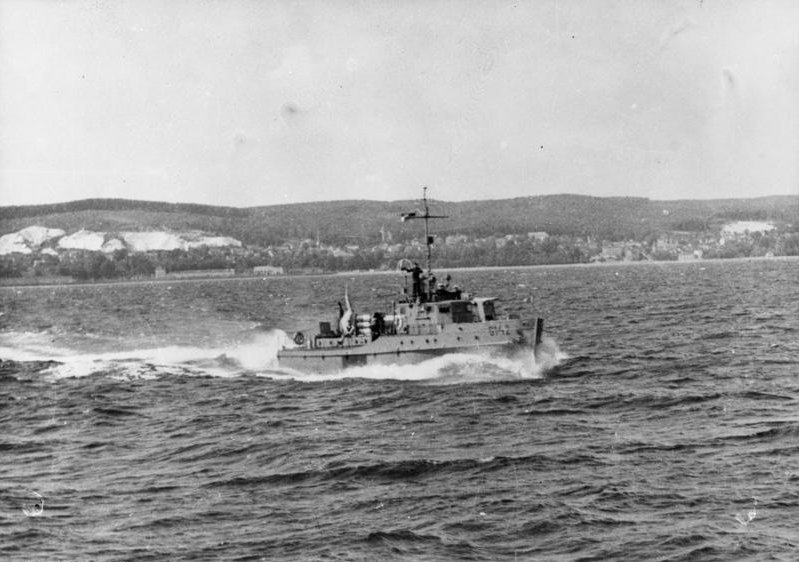
リューゲン島近くを航行する国境警察の巡視艇（1955年）

1955年12月1日、内部国境（東独＝西独国境）以外の外部国境の警備任務が在独ソ連軍より国境警備隊に引き継がれる。
1961年8月13日、ベルリンの壁の建設が開始され、東ベルリン＝西ベルリン間の国境が封鎖される。その後まもなくして国境警察は国防省の指揮下に移った。国防省移管時に国境警察は警察組織から軍事組織に発展し、国家人民軍の編成たる国家人民軍国境警備隊(Grenztruppen der NVA)となった。しかし軍縮交渉の折に国境警備隊が「軍部隊」と見なされる事を防ぐ目的で、1961年9月15日にはドイツ民主共和国国境警備隊(Grenztruppen der DDR)と改称している。
国境警察に存在した非合法活動部隊である偵察局(Abteilung Aufklärung)は1961年12月31日まで存続し、1962年1月1日から国家保安省偵察総局に組み込まれた。